# آدریان کلستر
آدریان کلستر (انگلیسی: Adrienne Clostre; ۹ اکتبر ۱۹۲۱ – ۵ اوت ۲۰۰۶) موسیقی‌دان و از آهنگسازان کلاسیک اهل فرانسه بود.
وی همچنین برندهٔ جوایزی همچون جایزه بزرگ رم شده‌است.